# MRPL4
MRPL4 (англ. Mitochondrial ribosomal protein L4) – білок, який кодується однойменним геном, розташованим у людей на короткому плечі 19-ї хромосоми. Довжина поліпептидного ланцюга білка становить 311 амінокислот, а молекулярна маса — 34 919.
| 10         |  | 20         |  | 30         |  | 40         |  | 50         |
| ---------- |  | ---------- |  | ---------- |  | ---------- |  | ---------- |
| MLQFVRAGAR |  | AWLRPTGSQG |  | LSSLAEEAAR |  | ATENPEQVAS |  | EGLPEPVLRK |
| VELPVPTHRR |  | PVQAWVESLR |  | GFEQERVGLA |  | DLHPDVFATA |  | PRLDILHQVA |
| MWQKNFKRIS |  | YAKTKTRAEV |  | RGGGRKPWPQ |  | KGTGRARHGS |  | IRSPLWRGGG |
| VAHGPRGPTS |  | YYYMLPMKVR |  | ALGLKVALTV |  | KLAQDDLHIM |  | DSLELPTGDP |
| QYLTELAHYR |  | RWGDSVLLVD |  | LTHEEMPQSI |  | VEATSRLKTF |  | NLIPAVGLNV |
| HSMLKHQTLV |  | LTLPTVAFLE |  | DKLLWQDSRY |  | RPLYPFSLPY |  | SDFPRPLPHA |
| TQGPAATPYH |  | C          |  |            |  |            |  |            |

A: Аланін

C: Цистеїн

D: Аспарагінова кислота

E: Глутамінова кислота

F: Фенілаланін

G: Гліцин

H: Гістидин

I: Ізолейцин

K: Лізин

L: Лейцин

M: Метіонін

N: Аспарагін

P: Пролін

Q: Глутамін

R: Аргінін

S: Серин

T: Треонін

V: Валін

W: Триптофан

Кодований геном білок за функціями належить до рибонуклеопротеїнів, рибосомних білків. 
Задіяний у такому біологічному процесі, як альтернативний сплайсинг. 
Локалізований у мітохондрії.